# Thierry Oleksiak
Pour les articles homonymes, voir Oleksiak.
Thierry Oleksiak,  est un footballeur français puis entraîneur français né le 11 septembre 1961 à Saint-Étienne. Il évolue au poste de défenseur central ou de milieu de terrain du début des années 1980 au milieu des années 1990.
Formé à l'AS Saint-Étienne avec qui il remporte le championnat de France en 1981, il évolue ensuite à l'OGC Nice, au FC Metz, au Lille OSC et termine sa carrière de joueur au SCO Angers.
Il devient ensuite entraîneur et dirige pendant douze ans l'Aurillac FCA puis le FC Libourne-St-Seurin.

## Biographie

### Joueur
Thierry Oleksiak est le fils de Jean Oleksiak (d'origine polonaise, le père de Jean était mineur à Bruay-en-Artois)), lui aussi footballeur professionnel dans les années 1950-1960 à l'AS Saint-Étienne. Son père remporte le championnat de France en 1963 et la coupe de France en 1962 avec les Stéphanois. Il fait naturellement ses débuts de footballeur à l'ASSE à l'âge de dix ans.
Il fait ses débuts en équipe première, le 7 novembre 1979, lors du match retour des seizièmes de finale de la coupe de l’UEFA face au PSV Eindhoven. L'entraîneur Robert Herbin le titularise au milieu de terrain aux côtés de Jean-Marie Elie, Jean-François Larios et Michel Platini. Les « Verts » l'emportent sur le score de six à zéro. La même année, il devient international junior et remporte, avec la réserve stéphanoise, le championnat de France de troisième division. Les Stéphanois battent en finale la réserve du RC Strasbourg sur le score de trois à zéro sur les deux matchs.
Il ne dispute qu'une rencontre lors de la saison 1980-1981 qui voit les « Verts » remporter le titre de champion de France. Jouant au poste de milieu défensif ou de défenseur central, il s'impose comme titulaire en 1982 alors que le club stéphanois est en pleine affaire de la « caisse noire ». Le 6 octobre, il est appelé pour la première fois en équipe de France espoirs par le sélectionneur Marc Bourrier. Lors de ce match amical face aux Hongrois, les « Bleuets » s'imposent deux à zéro. En fin de saison, il termine avec les espoirs troisième du Tournoi de Toulon. La saison suivante, l'AS Saint-Étienne est reléguée en division 2 après s'être inclinée en barrages face au Racing CP, deux à zéro sur les deux matchs. Il déclare au sujet de cette relégation : « J'ai eu du mal à m'en remettre. Peu de temps après, en passant devant le stade Geoffroy-Guichard, je pleurais dans ma voiture. Je me sentais coupable... ».
Pour leur première saison à l'échelon inférieur, les Verts terminent deuxième du groupe B à deux points de l'OGC Nice puis sont éliminés en pré-barrages d’accession par le Stade rennais. Les Stéphanois retrouvent la première division en fin de saison 1985-1986 en remportant le groupe A mais s'inclinent dans le match des champions face au RC Paris, quatre à trois sur les deux matchs.
Thierry Oleksiak quitte alors son club formateur et rejoint l'OGC Nice où il dispute trois saisons. Ses bonnes performances sous le maillot niçois lui valent d'être appelé en équipe de France olympique par le sélectionneur Jacky Braun pour rencontrer la Suède. Dans un match sans enjeu pour les Français, déjà éliminés dans la course aux qualifications aux Jeux olympiques de 1988, les Suédois s'imposent deux à un. 
Il joue ensuite deux ans au FC Metz puis en 1991 signe au Lille OSC où il reste également deux ans. Il termine sa carrière professionnelle au SCO Angers lors de la saison 1993-1994.

### Entraîneur et recruteur
Thierry Oleksiak devient entraîneur-joueur d'Aurillac FCA en 1994 et en fin de saison, le club remporte le Champion de France de National 3. Les « Cantalous » battent en finale du championnat la réserve du Red Star sur le score de quatre à deux. L'année suivante, le club atteint les seizièmes de finale de la coupe de France où il est éliminé par le FC Gueugnon. Après quatre saisons au niveau CFA, Thierry Oleksiak quitte le club et rejoint, en 2000, l'Amiens SCF comme entraineur-adjoint de René Marsiglia puis de Victor Zvunka. Il revient dans le club d'Aurillac dès la saison suivante et y reste jusqu'en 2008.
En mai 2008, il devient entraîneur adjoint de Stéphane Ziani au FC Libourne Saint-Seurin et en devient l'entraîneur principal en décembre, à la suite des mauvais résultats du club. Sous ses ordres, le club passe de la dix-neuvième à la seizième place en fin de championnat mais se retrouve relégué en CFA pour raisons financières. Après une année en CFA où les « Pingouins » terminent neuvième du groupe C, le club connaît une nouvelle rétrogradation administrative et se retrouve en CFA2. Le FC Libourne est relégué sportivement en division d'honneur en 2011 et il quitte alors le club girondin qui n'a plus les moyens financiers de conserver un entraîneur professionnel.
En janvier 2012, Thierry Oleksiak intègre la cellule de recrutement de l'AS Saint-Étienne. Au début de la saison 2013-2014, à la suite d'une réorganisation du centre de formation de l'AS Saint-Étienne, il est nommé entraîneur de l'équipe réserve et du nouveau groupe excellence destiné à préparer les meilleurs joueurs du club âgés de 15 à 18 ans en vue de leur intégration future au groupe professionnel. En juillet 2015, il devient entraîneur adjoint de Christophe Galtier au sein de l'équipe professionnelle et quitte ses fonctions d'entraîneur de la réserve. Après le départ de Christophe Galtier et en fin de contrat, il quitte le club et rejoint en août 2017, en compagnie d'un autre ancien adjoint de Galtier, René Lobello, le club chinois du Liaoning Yuandong menacé de relégation.
Après son bref passage en Chine, il retrouve Galtier en janvier 2018, en devenant son adjoint au LOSC, avec lequel il remporte le titre de champion de France en 2021. Par la suite, il suit celui-ci à l'OGC Nice, en juillet 2021 (accédant à la finale de la Coupe de France 2022), puis au Paris Saint-Germain, en juillet 2022 (devant vainqueur du Trophée des champions 2022).

## Palmarès
Thierry Oleksiak est champion de France en 1981 avec l'AS Saint-Étienne et vice-champion en 1982. Il est également avec ce club vice-champion de division 2 en 1986 et remporte avec la réserve des Verts le championnat de France de division 3 en 1980. Il dispute 309 matchs pour six buts marqués en treize saisons en division 1.
Il compte une sélection en équipe de France olympique et douze sélections pour un but marqué en équipe de France Espoirs. Il termine avec les « Bleuets » troisième du Tournoi de Toulon en 1983.
En tant qu'entraîneur-joueur, Thierry Oleksiak remporte le titre de champion de France de National 3 en 1995 avec l'Aurillac FCA.

## Statistiques
Le tableau ci-dessous résume les statistiques en match officiel de Thierry Oleksiak durant sa carrière de joueur professionnel
| Saison                | Club                  | Championnat           | Championnat | Championnat | Coupe(s) nationale(s) | Coupe(s) nationale(s) | Compétition(s) continentale(s) | Compétition(s) continentale(s) | Compétition(s) continentale(s) | Sélection  | Sélection | Sélection | Total | Total |
| Saison                | Club                  | Division              | M.          | B.          | M.                    | B.                    | Comp.                          | M.                             | B.                             | Équipe     | M.        | B.        | M.    | B.    |
| 1979-1980             | AS Saint-Étienne      | Division 1            | 10          | 0           | 2                     | 0                     | C3                             | 4                              | 0                              | -          | -         | -         | 16    | 0     |
| 1980-1981             | AS Saint-Étienne      | Division 1            | 1           | 0           | 1                     | 0                     | C3                             | 1                              | 0                              | -          | -         | -         | 3     | 0     |
| 1981-1982             | AS Saint-Étienne      | Division 1            | 10          | 0           | 1                     | 0                     | -                              | -                              | -                              | -          | -         | -         | 11    | 0     |
| 1982-1983             | AS Saint-Étienne      | Division 1            | 31          | 1           | 3                     | 0                     | C3                             | 4                              | 0                              | Espoirs    | 7         | 0         | 45    | 1     |
| 1983-1984             | AS Saint-Étienne      | Division 1            | 35          | 1           | 4                     | 0                     | -                              | -                              | -                              | Espoirs    | 5         | 1         | 44    | 2     |
| 1984-1985             | AS Saint-Étienne      | Division 2            | 30          | 3           | 8                     | 0                     | -                              | -                              | -                              | -          | -         | -         | 38    | 3     |
| 1985-1986             | AS Saint-Étienne      | Division 2            | 15          | 1           | 2                     | 0                     | -                              | -                              | -                              | -          | -         | -         | 17    | 1     |
| 1986-1987             | OGC Nice              | Division 1            | 26          | 0           | 3                     | 0                     | -                              | -                              | -                              | -          | -         | -         | 29    | 0     |
| 1987-1988             | OGC Nice              | Division 1            | 35          | 2           | 9                     | 0                     | -                              | -                              | -                              | Olympiques | 1         | 0         | 45    | 2     |
| 1988-1989             | OGC Nice              | Division 1            | 36          | 0           | 5                     | 0                     | -                              | -                              | -                              | -          | -         | -         | 41    | 0     |
| 1989-1990             | FC Metz               | Division 1            | 37          | 0           | 2                     | 0                     | -                              | -                              | -                              | -          | -         | -         | 39    | 0     |
| 1990-1991             | FC Metz               | Division 1            | 26          | 0           | 1                     | 0                     | -                              | -                              | -                              | -          | -         | -         | 27    | 0     |
| 1991-1992             | Lille OSC             | Division 1            | 27          | 1           | 1                     | 0                     | -                              | -                              | -                              | -          | -         | -         | 28    | 1     |
| 1992-1993             | Lille OSC             | Division 1            | 20          | 1           | 1                     | 0                     | -                              | -                              | -                              | -          | -         | -         | 21    | 1     |
| 1993-1994             | SCO Angers            | Division 1            | 15          | 0           | -                     | -                     | -                              | -                              | -                              | -          | -         | -         | 15    | 0     |
| Total sur la carrière | Total sur la carrière | Total sur la carrière | 354         | 10          | 43                    | 0                     | -                              | 9                              | 0                              | -          | 13        | 1         | 419   | 11    |